# ثالوث غارلاند
ثالوث غارلاند ويُعرف أيضًا باسم علامة 1-2-3، هو مصطلحٌ في علم الأشعة، ويعني تزامنُ تضخمٌ العقد اللمفية النقيري المتماثل ثنائي الجانب، مع تضخم العقد اللمفية اليمنى المجاورة للرغامى، وتظهرُ كلها في التصوير الشعاعي للصدر. تُوحي هذه العلامة بوجود ساركويد صدري.

## روابط خارجية
- صور أشعة نسخة محفوظة 5 فبراير 2012 على موقع واي باك مشين. لثالوث غارلاند.